# Joseph Gayetty

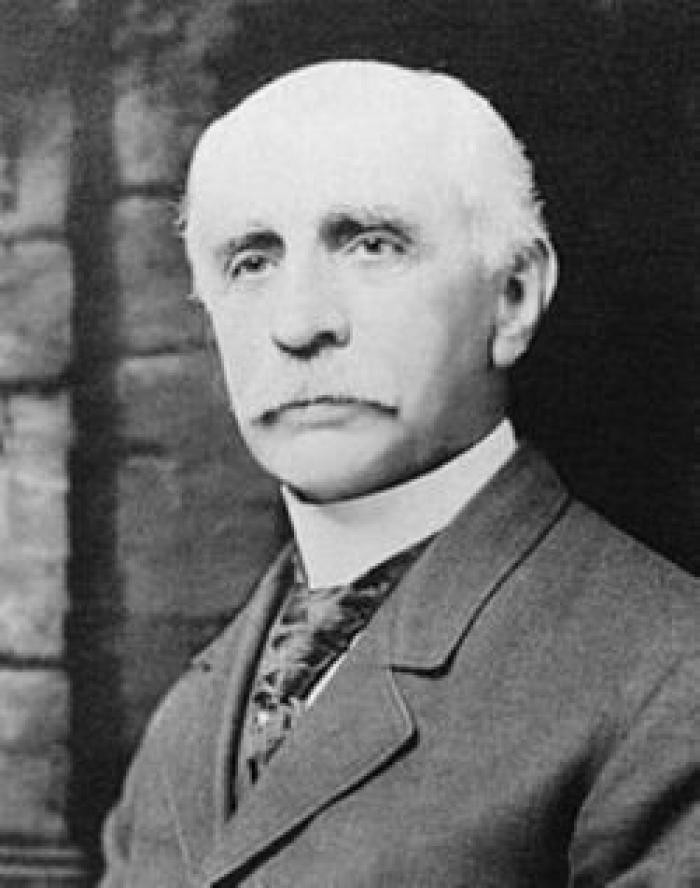
Joseph Gayetty, c. 1827.

Joseph C. Gayetty foi um inventor norte-americano creditado com invenção comercial do papel higiênico. Gayetty inicialmente comercializou o produto em 1857, que originalmente era vendido como um produto médico anti-hemorroidas.